# Pjesma Eurovizije 1991.
Eurovizija 1991. je bila 36. Eurovizija, a održana je 4. svibnja 1991. u Rimu.  Zahvaljujući ratu u socijalističkoj Jugoslaviji, RAI je odlučio premjestiti natjecanje iz San Rema u Rim, koji se činio sigurnijim. Voditelji su bili Gigliola Cinquetti i Toto Cutugno. Imali su neke poteškoće s naslovom pjesme, te imenom pjevača i dirigenata. Unatoč tome, u Italiji je skoro sedam milijuna ljudi gledalo show. Gotovo svi komentari tijekom glasovanja dani su na talijanskom, koji nije službeni jezik EBU-a (engleski i francuski su, a obavezno je dati komentar na barem jednom od tih jezika ). BBC-jev komentator Terry Wogan rekao je da zbog poteškoća natjecanje definitivno nije za njegovu kvalitetu. 
Carola je pobjednik ove Eurovizije s pjesmom "Fångad Av En Stormvind". Ovo je bila treća pobjeda za Švedsku na Euroviziji. Došlo je do problema između Carole i Francuske predstavnice Amine, jer su obje imale 146 bodova. Uvela se mjera iz 1969. Švedska i Francuska su imale isti broj 12 bodova, ali Švedska je primila puno više 10 bodova od Francuske, pa je Carola bila proglašena pobjednicom. 
Nizozemska neće sudjelovati na ovoj Euroviziji, jer je nacionalni blagdan posvećen poginulima u Drugomu svjetskom ratu, te je Malta (po prvi puta u 16 godina) sudjelovala na natjecanju.

## Rezultati
| Broj | Zemlja                 | Jezik        | Pjevač                                    | Pjesma                                      | Pozicija | Bodovi |
| ---- | ---------------------- | ------------ | ----------------------------------------- | ------------------------------------------- | -------- | ------ |
| 1    | Jugoslavija            | srpski       | Bebi Dol                                  | "Brazil" (Бразил)                           | 21       | 1      |
| 2    | Island                 | islandski    | Stefán & Eyfi                             | "Draumur um Nínu"                           | 15       | 26     |
| 3    | Malta                  | engleski     | Georgina & Paul Giordimaina               | "Could It Be"                               | 6        | 106    |
| 4    | Grčka                  | grčki        | Sophia Vossou                             | "I Anixi" (Η άνοιξη)                        | 13       | 36     |
| 5    | Švicarska              | talijanski   | Sandra Simó                               | "Canzone per te"                            | 5        | 118    |
| 6    | Austrija               | njemački     | Thomas Forstner                           | "Venedig im Regen"                          | 22       | 0      |
| 7    | Luksemburg             | francuski    | Sarah Bray                                | "Un baiser volé"                            | 14       | 29     |
| 8    | Švedska                | švedski      | Carola                                    | "Fångad av en stormvind"                    | 1        | 146    |
| 9    | Francuska              | francuski    | Amina                                     | "C'est le dernier qui a parlé qui a raison" | 2        | 146    |
| 10   | Turska                 | turski       | İzel Çeliköz, Reyhan Karaca& Can Uğurluer | "İki Dakika"                                | 12       | 44     |
| 11   | Irska                  | engleski     | Kim Jackson                               | "Could It Be That I'm In Love"              | 10       | 47     |
| 12   | Portugal               | portugalski  | Dulce Pontes                              | "Lusitana paixão"                           | 8        | 62     |
| 13   | Danska                 | danski       | Anders Frandsen                           | "Lige der hvor hjertet slår"                | 19       | 8      |
| 14   | Norveška               | norveški     | Just 4 Fun                                | "Mrs. Thompson"                             | 17       | 14     |
| 15   | Izrael                 | hebrejski    | Duo Datz                                  | "Kan"                                       | 3        | 139    |
| 16   | Finska                 | finski       | Kaija Kärkinen                            | "Hullu yö"                                  | 20       | 6      |
| 17   | Njemačka               | njemački     | Atlantis 2000                             | "Dieser Traum darf niemals sterben"         | 18       | 10     |
| 18   | Belgija                | nizozemski   | Clouseau                                  | "Geef het op"                               | 16       | 23     |
| 19   | Španjolska             | španjolski   | Sergio Dalma                              | "Bailar pegados"                            | 4        | 119    |
| 20   | Ujedinjeno Kraljevstvo | engleski     | Samantha Janus                            | "A Message to Your Heart"                   | 10       | 47     |
| 21   | Cipar                  | grčki        | Elena Patroklou                           | "SOS"                                       | 9        | 60     |
| 22   | Italija                | napolitanski | Peppino di Capri                          | "Comme è ddoce 'o mare"                     | 7        | 89     |

| Pjesma Eurovizije | Pjesma Eurovizije |
| --- | ----------------- |
| |                   |
| 01956. • 1957. • 1958. • 1959. • 1960. 1961. • 1962. • 1963. • 1964. • 1965. • 1966. • 1967. • 1968. • 1969. • 1970. 1971. • 1972. • 1973. • 1974. • 1975. • 1976. • 1977. • 1978. • 1979. • 1980. 1981. • 1982. • 1983. • 1984. • 1985. • 1986. • 1987. • 1988. • 1989. • 1990. 1991. • 1992. • 1993. • 1994. • 1995. • 1996. • 1997. • 1998. • 1999. • 2000. 2001. • 2002. • 2003. • 2004. • 2005. • 2006. • 2007. • 2008. • 2009. • 2010. 2011. • 2012. • 2013. • 2014. • 2015. • 2016. • 2017. • 2018. • 2019. • 2020. 2021. • 2022. • 2023. • 2024. • 2025. |                   |

| Pjesma Eurovizije | Pjesma Eurovizije |
| --- | ----------------- |
| |                   |
| 01956. • 1957. • 1958. • 1959. • 1960. 1961. • 1962. • 1963. • 1964. • 1965. • 1966. • 1967. • 1968. • 1969. • 1970. 1971. • 1972. • 1973. • 1974. • 1975. • 1976. • 1977. • 1978. • 1979. • 1980. 1981. • 1982. • 1983. • 1984. • 1985. • 1986. • 1987. • 1988. • 1989. • 1990. 1991. • 1992. • 1993. • 1994. • 1995. • 1996. • 1997. • 1998. • 1999. • 2000. 2001. • 2002. • 2003. • 2004. • 2005. • 2006. • 2007. • 2008. • 2009. • 2010. 2011. • 2012. • 2013. • 2014. • 2015. • 2016. • 2017. • 2018. • 2019. • 2020. 2021. • 2022. • 2023. • 2024. • 2025. |                   |